# Тарасовка (Белоцерковский район)
Тара́совка (укр. Тарасівка) — село, входит в Белоцерковский район Киевской области Украины.
Население по переписи 2001 года составляло 814 человек.

## Местный совет
09166, Киевская обл., Белоцерковский р-н, с. Тарасовка, ул. Советская, 30а